# 八月革命
越南八月革命（越南语：／）亦稱“八月总起义”（越南语：／），是越南獨立同盟會（簡稱越盟）在1945年8月發起的一次革命，共持续两周，席卷越南南北，越盟从而得到了越南大部地区的统治权，并在日本投降后成功占领了日本傀儡政权越南帝國首都顺化。
越盟主席胡志明于1945年9月2日发表《独立宣言》，宣布成立越南民主共和国。在第二次世界大戰結束後，法兰西第四共和国建立，希望重新恢复在印度支那的殖民统治，并派兵入越导致法越战争爆发。

## 背景
法国对越南的殖民渗透始于1858年，至1945年止，已持续了87年。1897年，法国为统一管治越南（被分为东京、安南和交趾支那三部分），又设立了法属印度支那联邦。法国人以“开化亚洲欠发达地区，避免这些地区永远贫困、野蛮、落后”为由，从法属印度支那获取廉价的劳动力、原材料及自然资源。法国在越南进行的政治镇压和经济剥削，曾引发数次反法武装举事，例如就有持续4年且声势浩大的“勤王运动”，1917年还发生过罪犯和变节狱警伙同攻占太原监狱（东京北部最大的监狱）的事情，后被称为“太原起义”。此次举事参与者的复杂多元也使得这次举事成为20世纪30年代越南独立运动的一个瞩目前传。尽管所有的反法起事都被政府镇压，它们仍成为了越南世代抵抗的突出象征。
虽然殖民统治的弊端显而易见，但是越南社会在殖民时期仍获得了很大的发展，尤其是教育和民族工业的起步。这也促使了越南民族主义的崛起。受胡志明等共产党员的影响，越南北方的反法斗争常带有共产主义色彩。1930年2月3日，胡志明在香港主持会议，宣布将数个共产主义组织合并，成立越南共产党，同年10月又改名为印度支那共产党。共产党在越南该时期的独立运动中处于主导地位。其他非共产主义的反抗组织包括越南国民党、越南革命同盟会、越南复国同盟会等，而高台教、和好教以及平川派的出现也助长了越南民族主义的发展。

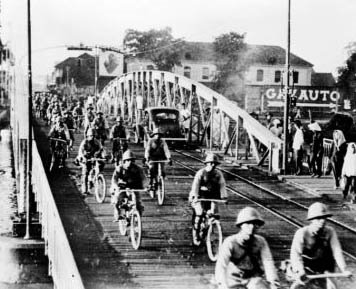
1941年，骑单车进占西贡的日军

1940年，欧洲正处于第二次世界大战中。9月法国投降，法国在印度支那的主导地位便被日本人取代。法国人允许日军出入印度支那殖民地，以换取他们在行政方面的自主。然而1943年起，日军在太平洋上屡遭失败，而1944年英美盟军成功解放法国本土，新成立的戴高乐政府很可能会取得印度支那的控制，这对日本极为不利。为避免印度支那的反叛，日军于1945年3月9日发动三九政变，击败了驻印支法军，从而完全取得越南的控制权。法国对该地延续87年的殖民系统在不到1日的时间内土崩瓦解。2日后，日本说服阮朝保大帝，后者同意在日本的支持下成立一个新的本土政权，越南帝国从而建立。尽管如此，大权仍掌握在日本人手中，越南帝国及其陈仲金内阁徒有虚名。
法国在欧洲的失败也给民族主义者带来好处——新到来的日军仅仅控制了数个大城市，剩余的广大地区正处于权力真空中。他们在混乱间获得了发展壮大的机会。1941年5月胡志明组建了越南独立同盟会（简称越盟），以农村游击战为方针。这大大加强了越盟的力量，而三九政变、日本直接统治的5个月中，越盟便开始筹备举行总起义，并开始在农村进行宣传工作。而3月9日的剧变也使得民族主义组织在越南南方如雨后春笋般崛起。和好教、高台教等各方面势力，也准备在战争结束时进行举事。
此外，1944年至1945年，越南爆发了大规模饥荒。此次饥荒爆发有自然原因，也有人为原因。日军曾强迫许多越南稻农种植其他作物，这导致了大米产量的急降。而粮食产量不足、日法双重剥削，再加上洪涝灾害共同导致了这次大饥荒。饥荒导致大量饥饿农民涌入城市，还有许多农民死于乡村。而这恰好导致了越盟的更大发展——无论是法国人、日本人，或是陈仲金内阁，都无能为力。公民对于政府的不满，使得他们更多的倾向主张武装起事的越盟。越盟通过袭击政府及地主粮仓的方式向难民放粮，更使其民众支持率大增。在所有这些条件及自身宣传活动的影响下，越盟已经在越南北方站稳了脚跟，各地遍布人民委员会等地方分支，为8月总攻击做准备。

## 革命
革命之前，越盟已经将在高平、谅山、太原、宣光、河江和的根据地纳入统一指挥，作为总攻击的基地。4月，越共总书记长征于河内主持会议，宣布将各类越盟武装编为“越南解放军”，由武元甲指挥。8月13日，全国起义委员会成立，准备进行总攻击。8月15日日本宣布无条件投降，越盟认为时刻已经到来，便立即开始行动，准备夺取越南政权。各地的人民委员会等地方分支立即取得了当地的控制权，许多地区在下令起义后便立即响应，城市中的日军束手无策。8月16日的会议决定成立临时政府，胡志明任主席。同日，武元甲率军攻占太原市。8月17日河內，大喊越南獨立的示威群眾們佔領了擁護陳仲金的集會。19日，越盟成功接收河內的保安隊、警察署等政府機關，許多保安隊和警察也都見勢投靠越盟。對於親日政府和即將崩潰的日軍，則是採取旁觀角色、进行一些消极的抵抗， 只是仍然監禁住之前的法國官員，使得越盟在各大城市行動时如入无人之境。
越盟在接下来的数日内统一了越南北方。顺化在23日宣布独立。8月23日，胡志明臨時革命政府電函順化，要求越南帝国保大帝退位。8月25日，保大下詔宣布退位。8月30日，保大帝在順化皇宮的午門前举行了退位仪式，将象征权力的国玺和宝剑交给越盟代表陳輝燎、阮良朋和瞿輝瑾。之后接受投降的日本軍雖然拒絕交出自己的武器，但是卻答應把從法國手中沒收來的武器轉給越盟。
而在越南南方，越盟的进展却不太顺利。南方的政治更加多元化，越盟没能在南方确立像北方一样的主导地位。南方除越盟以外，还有高台教、和好教、平川派以及谢秋收的托洛茨基派等政治宗教势力，他们在独立运动方面存在着很大的分歧。8月25日，越盟在南方首府西贡建立了临时委员会，主席为陳文饒。临时委员会试图完全控制西贡，但是当地的日军受命在西方盟军入越受降前维持秩序，西贡局势不甚稳定。托洛茨基主义者谢秋收在这段时间遭到越盟的刺杀。
9月2日，河内巴亭广场举行了越南独立大典，據稱參加者多達50萬人。胡志明宣读了《独立宣言》。胡志明称，包括越南民族在內的全球人類，都享有生存、自由和追求幸福的權利。他歷數法國殖民當局的暴行、力陳越盟「從日寇的手裡而不是從法國殖民主義者的手裡奪回政權」，最後以越南民主共和國之名宣佈：「越南享有自由和獨立的權利，而且事實上已經成了一個自由和獨立的國家。越南全民族堅決地用全部精力、生命和財產來維這個自由、獨立的權利！」这宣告了越南民主共和国的成立。

## 后续

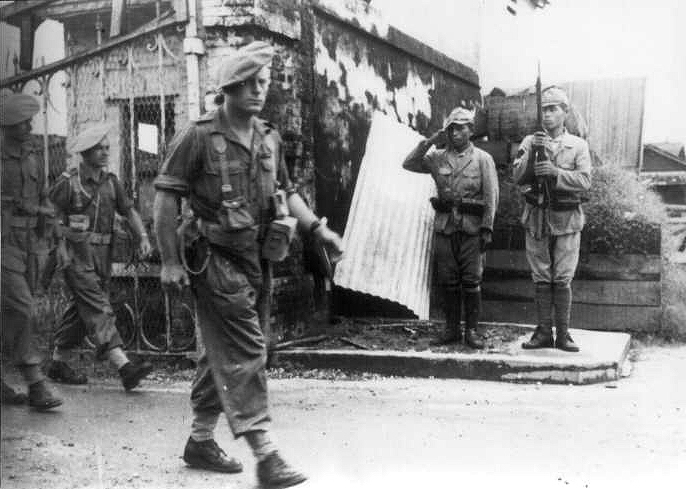
11月，西贡，战败的日军向法国突击队员敬礼

然而，新建立的越南民主共和国正面临着西方盟军的压力。此前的波茨坦会议上，西方盟国包括中国在内，已经在印度支那划定了受降区——北纬16度线以北由蒋介石的国民革命军南下受降，南方则由英军入越受降。9月12日起英国部队逐步开入越南南方。而法军则随同到来的英军一同入越，他们将被囚禁的法国殖民官员和军队释放，联军于9月23日攻占西贡。此后英国协助法国在越南南方重建统治。在北方，国民革命军20万人由卢汉率领入越受降。与南方的英国人不同，国民革命军到来后并没有立即协助法国重建统治，而是与越南国民党的武鸿卿以及越南革命同盟会的阮海臣合作，要求成立联合政府；越盟被迫同意。11月11日，胡志明宣布解散印度支那共产党，党组织转入地下活动。翌年1月1日，胡志明被推举为越南民主共和国主席，阮海臣则被选举为副主席；阮海臣成为少数几个加入该政府的非共产党领袖。
英国和中国对越南的联合管治没有持续多久，取而代之的是卷土重来的法国殖民者。1946年2月28日，中法达成协议，国民革命军撤出越南、由法军替代。国民革命军撤离后，阮海臣等越南政府中的非共产主义者便立即失势。法军逐渐在南方重新巩固统治；胡志明为保全国家，要求与法国谈判。3月6日，双方达成“三六协定”，规定法国承认越南是法兰西联盟中的一个构成国，拥有自治权；作为回报，法国将不再攻击越军，并于5年内将军队撤出越南；南北统一问题将举行公投决定。但是法国并未完全履行三六协定，他们要求需以三六协定为基础在未来达成进一步的协定，与此同时又于6月在南圻扶持建立“南圻自治共和国”。自6月至9月，胡志明多次与法国代表商谈，但是双方的分歧仍无法调和。法国与老挝、柬埔寨及南圻代表在大叻和枫丹白露召开的会议推翻了之前的临时协定，使得法越双方的关系进一步恶化。会谈破裂后，双方都开始准备武力解决争端。12月19日，双方矛盾激化，爆发了法越战争。

### 引用
1. ↑  William 1983，第39頁.
2. ↑  Craig 2009，第104頁.
3. ↑  Peter 2000，第57頁.
4. ↑  Huynh 1971，第770頁.
5. ↑  Jessica 2013，第15-17頁.
6. ↑  Peter 2001，第47頁.
7. ↑  Huynh 1971，第764頁.
8. ↑  Peter 2001，第49頁.
9. ↑  Huynh 1971，第765頁.
10. ↑  Huynh 1971，第767頁.
11. ↑  Jessica 2013，第23-27頁.
12. ↑  David 1995，第126-127頁.
13. ↑  Stein 2010，第292-293頁.
14. ↑  Stein 2010，第312-315,321-322頁.
15. ↑  Peter 2001，第52頁.
16. ↑  G.Marr 1995.
17. ↑  William 1981，第113頁.
18. ↑  Peter 2001，第80頁.
19. ↑  《八月革命史（一九四五年）》, p. 102.
20. ↑  《獨立宣言》（1945年9月2日），收錄於《胡志明選集》第二卷，p. 1-4.
21. ↑  Jessica 2013，第30-31頁.
22. ↑  Jessica 2013，第31頁.
23. ↑  Peter 2001，第170頁.